# Gnathia sifae
Gnathia sifae är en kräftdjursart som beskrevs av Jörundur Svavarsson 2006. Gnathia sifae ingår i släktet Gnathia och familjen Gnathiidae. Inga underarter finns listade i Catalogue of Life.